# Fujiwara no Yasuko
Fujiwara no Yasuko, född 1095, död 1156, var en kejsarinna, gift med kejsar Toba. 